# Eudioctria disjuncta
Eudioctria disjuncta är en tvåvingeart som beskrevs av Adisoemarto och Wood 1975. Eudioctria disjuncta ingår i släktet Eudioctria och familjen rovflugor.
Artens utbredningsområde är Texas. Inga underarter finns listade i Catalogue of Life.